# Liz Fraser
Liz Fraser, nata Elizabeth Joan Winch (Southwark, 14 agosto 1930 – Chelsea, 6 settembre 2018), è stata un'attrice britannica.

## Filmografia parziale

### Cinema
- Davy, regia di Michael Relph (1958)
- Nudi alla meta (I'm All Right Jack), regia di John Boulting (1959)
- Desert Mice, regia di Michael Relph (1959)
- Un alibi (troppo) perfetto (Two-Way Stretch), regia di Robert Day (1960)
- Si spogli dottore! (Doctor in Love), regia di Ralph Thomas (1960)
- Marinai, donne e Hawaii (The Bulldog Breed), regia di Robert Asher (1960)
- The Pure Hell of St Trinian's, regia di Frank Launder (1960)
- Carry On Regardless, regia di Gerald Thomas (1961)
- La baia dei pirati (Fury at Smugglers' Bay), regia di John Gilling (1961)
- Due mariti per volta (A Pair of Briefs), regia di Ralph Thomas (1962)
- Carry On Cruising, regia di Gerald Thomas (1962)
- Gli ospiti di mia moglie (The Amorous Prawn), regia di Anthony Kimmins (1962)
- Carry On Cabby, regia di Gerald Thomas (1963)
- Tempo di guerra, tempo d'amore (The Americanization of Emily), regia di Arthur Hiller (1964)
- Questo difficile amore (The Family Way), regia di Roy Boulting (1966)
- Up the Junction, regia di Peter Collinson (1968)
- Dad's Army, regia di Norman Cohen (1971)
- Three for All, regia di Martin Campbell (1975)
- Camping pon pon (Carry On Behind), regia di Gerald Thomas (1975)
- Confessions of a Driving Instructor, regia di Norman Cohen (1976)
- Confessions from a Holiday Camp, regia di Norman Cohen (1977)
- La grande truffa del rock'n'roll (The Great Rock 'n' Roll Swindle), regia di Julien Temple (1980)
- Chicago Joe (Chicago Joe and the Showgirl), regia di Bernard Rose (1990)

### Televisione
- Whack-O! - serie TV, 10 episodi (1957)
- Hancock's Half Hour - serie TV, 8 episodi (1956-1960)
- Citizen James - serie TV, 7 episodi (1960-1962)
- Shroud for a Nightingale - serie TV, 5 episodi (1984)
- Fairly Secret Army - serie TV, 11 episodi (1984-1986)
- Demob - serie TV, 6 episodi (1993)